# Peter Voulkos
Peter Voulkos   (Bozeman, 29 de gener de 1924 - Bowling Green, 16 de febrer de 2002) sobrenom de Panagiotis Harry Voulkos, va ser un artista americà descendent de família grega. És conegut per l'expressionisme abstracte de les seves escultures ceràmiques que trencaven la tradicional barrera entre l'art i l'artesania. Va fundar els departaments de ceràmica de Los Angeles County Art i de Berkeley UC.

## Primers anys

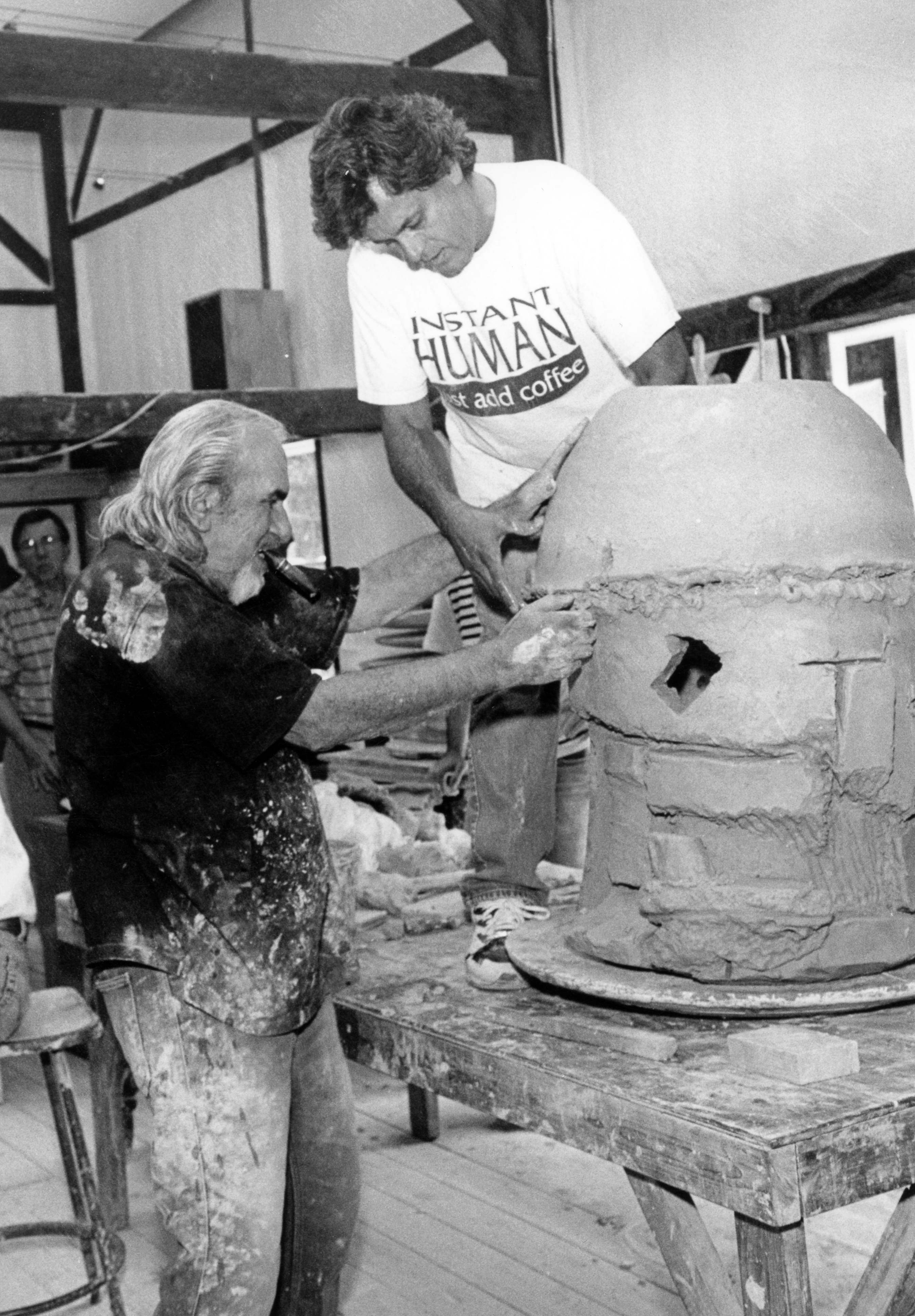
Peter Voulkos i Peter Callas treballant el 1998 a Belvidere, NJ.

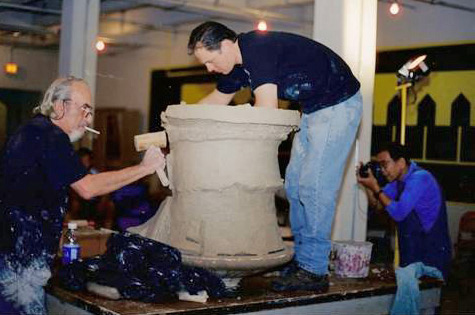
John Balistreri ajudant Peter Voulkos.

Peter Voulkos va ser el tercer de cinc germans, fills de Aristovoulos I. Voulkopoulos, en anglès escurçat a Harry (Aris) John Voulkos, i Effrosyni (Efrosine) Peter Voulalas, ambdós immigrants grecs.
Després d'acabar l'institut, va treballar com a aprenent en un taller de motlles en una foneria naval a Portland. El 1943, Peter Voulkos va ser reclutat per l'Exèrcit dels Estats Units durant la Segona Guerra Mundial, servint a l'artilleria aèria a l'Oceà Pacífic.

## Especialització en la ceràmica
Voulkos va estudiar pintura i gravat a la Universitat Estatal de Montana, a Bozeman, on Frances Senska, que havia fundat el departament de ceràmica, el va introduir en aquest món. La ceràmica aviat va esdevenir una passió. Les seves 25 lliures de fang permeses per alumne i semestre a l'escola se li quedaven curtes i va espavilar-se per aconseguir més fang extraient-lo dels pneumàtics dels camions que s'aturaven al costat del restaurant on treballava a temps parcial.
Va aconseguir el seu MFA en ceràmica a la California College of the Arts, a Oakland. Després, va tornar a Bozeman i va començar la seva carrera professional establint un negoci amb el seu company de classe Rudy Autio, produint peça utilitària.
El 1951 Voulkos i Autio es van convertir en els primers artistes residents a l'Archie Bray Foundation for the Ceramic Arts, a Helena, Montana. És durant el seu temps com a director resident (1951-1954) que es començaria a gestar l'estil de la seva obra de maduresa i s'acabaria desenvolupant durant la seva estada a l'Otis Art Institute a Los Angeles, Califòrnia.
El 1953 Voulkos va ser convidat a impartir un curs d'estiu al Black Mountain College a Asheville, Carolina del Nord. Després de l'estiu a Black Mountain, la seva manera de fer ceràmica va canviar. L'artista va deixar de banda la seva formació tradicional i en comptes de crear peces llises, ben tornejades i esmaltades, va començar a treballar l'argila crua de forma molt gestual, sovint desfigurant les peces a base de talls i punxades.
El 1954, després de fundar el departament de ceràmica de l'Otis College of Art and Design, la seva obra va prendre ràpidament un aire abstracte i escultòric. El 1959, va presentar per primer cop les seves ceràmiques contundents en el marc d'una exposició a la Galeria Landau de Los Angeles. Això va ser l'origen d'una revolució en el món de la ceràmica, tant per l'extravagància de les escultures com pel maridatge genial entre art i artesania. També va accelerar el seu trasllat a la UC Berkeley.

## Departament de ceràmica d'UC Berkeley
El 1959, es va traslladar a la Universitat de Califòrnia a Berkeley, on també fundar el departament de ceràmica que posteriorment es va ampliar a Departament de Disseny. A inicis dels 60, va muntar una foneria de bronze extra-universitària, i va començar a exposar la seva obra al Museu d'Art Modern de Nova York.
Va treballar a la Universitat a professor a temps complet tot el 1967 i va seguir donant classes fins al 1985. Entre els seus alumnes hi consten molts artistes ceràmics que a la llarga serien reconeguts per dret propi.
En una subhasta que tingué lloc a Nova York el 2001, una escultura de Peter Voulkos de l'any 1986 va ser venuda per 72,625 $ a un museu europeu.
Va morir d'un atac de cor el 16 de febrer de 2002, després de dirigir un curs universitari de ceràmica a la Universitat Estatal de Bowling Green, Ohio, en què va demostrar la seva habilitat en directe.

## Obra

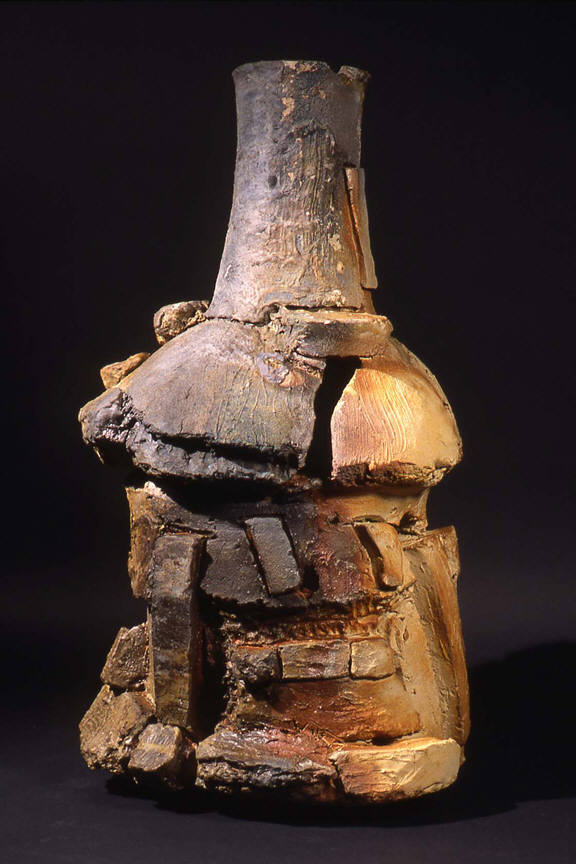
Peter Voulkos, Siguirilla, 1999

### Descripció
Tot i que a l'inici de la seva carrera va utilitzar forns elèctrics o de gas per coure les seves peces, Voulkos va coure la major part de la seva obra de maduresa al forn anagama de Peter Callas. Callas havia estat un dels responsables d'introduir la tradició japonesa de la cuita de llenya als EEUU.
Voulkos també es compta entre els artistes que van introduir per primer cop la ceràmica no utilitària a l'esfera de l'art contemporani. Mentre muntava el departament de ceràmica a la Berkeley UC, va permetre als seus alumnes fer una tetera "amb la única condició que no funcionés". Voulkos va començar amb aquestes noves iniciatives a Los Angeles als anys 50; afirmava que, "hi havia una energia molt particular a L.A. en aquella època". És considerat sobretot com un ceramista expressionista abstracte.
Les escultures de Voulkos són conegudes pel seu pes visual, la seves formes lliures i per la seva decoració agressiva i enèrgica. En el procés de conformació de les peces, les estripava, les colpejava i les perforava vigorosament. En algunes èpoques de la seva carrera també va fer escultures amb bronze i a les obres primerenques hi aplicava esmalt o les acabava pintant a pinzell.
Peter Voulkos és també molt recordat per les nombroses sessions en què construía peces de ceràmica en directe davant dels seus alumnes. Demostrava així la complexitat que comportava el seu estil de fer ceràmica i el seu talent en tot aquest procés. La seva recerca creativa el va portar a utilitzar màquines mescladores per a pastar l'argila i al desenvolupament d'un prototipus de torn elèctric .
El 1979 va ser introduït en el món de les cuites de llenya amb forns anagama per Peter Callas, que va acabar sent el seu col·laborador al llarg dels següents 23 anys. La majoria de l'obra tardana de Voulkos va ser cuita en un anagama, en un inici situat a Piermont, Nova York, i més endavant a Belvidere, Nova Jersey. Aquesta col·laboració única i l'obra que en va resultar és considerada per molts experts en art la més interessant de la seva carrera.

### Escultures
- Hall of justice, 1971, bronze
- Mr. Ishi, 1970, bronze,
- Untitled (Stack), 1980, gres, exposada a l'Oakland Museum de California

### Col·leccions públiques
- American Museum of Ceramic Art (Pomona, California), di Rosa (Napa, CA)[12]
- Museu d'Art d'Honolulu
- Governor Nelson A. Rockefeller Empire State Plaza Art Collection (Albany, NY)[13]
- Victoria and Albert Museum
- Japanese Folk Crafts Museum (Tokyo)
- National Gallery of Victoria (Melbourne, Australia)
- Metropolitan Museum of Art
- Museum of Modern Art (New York City)
- National Museum of Modern Art, Kyoto
- Oakland Museum of California
- Philadelphia Museum of Art
- Smithsonian Institution (Washington, DC)
- Stedelijk Museum Amsterdam
- University of Iowa Museum of Art
- Palm Springs Art Museum (Palm Springs, California)
- Detroit Institute of Arts (Detroit, Michigan)

## Premis
- 1959: Rodin Museum Prize
- 1984: Guggenheim Fellowship
- 1997: Distinguished Artist Award for Lifetime Achievement from the College Art Association

## Vida personal
Voulkos va casar-se dues vegades, la primera amb Margaret Cone, amb qui va tenir una filla artista, Pier, que treballa amb argiles polímeres i la segona amb Ann, amb qui va tenir un fill, Aris.
A principis dels 80, Voulkos va seguir un tractament de rehabilitació per resoldre els seus problemes d'addicció a l'alcohol i a la cocaïna.